# Mu Herculis
Mu Herculis (μ Her / 86 Herculis) es un sistema estelar en la constelación de Hércules de magnitud aparente +3,42.
Aunque no tiene nombre propio habitual, en la astronomía china era conocida como Kew Ho, «Los Nueve Ríos».
Se encuentra a sólo 27,4 años luz del sistema solar.
La estrella conocida más cercana a este sistema es Gliese 686, distante 4,5 años luz, mientras que la brillante Vega (α Lyrae), se encuentra a 7,3 años luz de ella.
Mu Herculis es una sistema triple o cuádruple, cuya estrella principal, Mu Herculis A (LHS 3326 / GJ 695 A), es una subgigante amarilla de tipo espectral G5IV con una temperatura efectiva de aproximadamente 5500 K. Hasta hace poco estaba en la secuencia principal pero está empezando a crecer, evolucionando hacia una gigante roja. De masa poco mayor que el Sol, su luminosidad es 2,7 veces mayor que la luminosidad solar —considerando la radiación infrarroja emitida— y su radio equivale a 1,76 radios solares. Gira sobre sí misma al menos 10 veces más deprisa que el Sol, con un período de rotación inferior a 4,3 días. Como consecuencia de ello muestra actividad magnética y es una fuente emisora de rayos X.
Su contenido metálico es superior al solar, siendo su índice de metalicidad [Fe/H] = +0,20.
Otras dos componentes del sistema forman una binaria cuya separación respecto a Mu Herculis A es de al menos 300 UA.
Dicha binaria emplea unos 3445 años en completar una órbita en torno a la subgigante amarilla.
Mu Herculis B (LHS 3325 / GJ 695 B) es una fría enana roja de tipo espectral M3.5V.
Su temperatura efectiva es de 3300 K y su luminosidad bolométrica apenas supone el 5% de la del Sol.
Mu Herculis C (GJ 695 C) también es una enana roja algo más pequeña y menos luminosa que la componente B.
La separación media entre las componentes B y C es de 2,2 UA —aunque la excentricidad de la órbita hace que esta varíe entre 1,5 y 3,6 UA—, siendo su período orbital de 43 años.
Se piensa que, además, Mu Herculis A tiene una compañera invisible muy próxima a ella.
Denominada Mu Herculis Ab, puede tener un quinto de la masa solar, completando una órbita en torno a Mu Herculis A cada 64 años.